# Меккель, Маркус
Ма́ркус Ме́ккель (нем. Markus Meckel; род. 18 августа 1952, Мюнхеберг, Бранденбург) — немецкий теолог и политик, социал-демократ, член Бундестага. С 12 апреля по 20 августа 1990 года был министром иностранных дел ГДР.

## Партия
В 1970-х годах Меккель был активистом оппозиции в ГДР. В 1989 году являлся одним из основателей Социал-демократической партии в ГДР и был избран вторым спикером. С 23 февраля 1990 года до объединительного съезда с СДПГ 27 сентября 1990 года он был заместителем председателя партии. После отставки председателя Ибрахим Бёме, с 26 марта до 10 июня 1990 был исполняющим обязанности председателя партии.

## Депутат
С марта по октябрь 1990 года Меккель состоял членом Народной палаты ГДР. С 3 октября 1990 по настоящее время является членом бундестага. В бундестаге он занимается европейской политикой. Основное поле его деятельности касается отношений с Польшей. На выборах в бундестаг 2005 года собрал в своём избирательном округе 39,6 % голосов.

## Награды
- Командор ордена Трёх звёзд (16 октября 2004 года, Латвия)[3].
- Орден Креста земли Марии II класса (5 февраля 2004 года, Эстония)[4].
- Памятный знак за личный вклад в развитие трансатлантических отношений Литвы и по случаю приглашения Литовской Республики в НАТО (12 февраля 2003 года, Литва)[5].